# Boudjellil
Boudjellil là một đô thị thuộc tỉnh Béjaïa, Algérie. Dân số thời điểm năm 2002 là 12.43 người.